# Fastnet Race
La Fastnet Race est une course de navigation à la voile en équipage et sans escale, se disputant historiquement les années impaires en Manche et en mer Celtique, de Cowes à Plymouth, en allant doubler le Fastnet Rock, îlot du sud-ouest de l'Irlande. Depuis 2021 l'arrivée se fait à Cherbourg.
Les bateaux sont répartis en deux grandes catégories, ceux qui courent en temps réel (notamment les multicoques Ultime, ainsi que trois classes de monocoques : les VO65, les Imoca et les Class40) et ceux qui courent en temps compensé (jauge IRC).

## Présentation
Créée en 1925, la Fastnet Race est organisée par le Royal Ocean Racing Club (RORC). Depuis 1995, elle se dispute tous les deux ans, les années impaires, généralement au mois d'août. La Fastnet Race est considérée comme une course difficile : les passages de dépressions sont fréquents et l’océan peut se montrer sous ses plus mauvais jours, même en été. C'est une course en équipage et sans escale. L'équipage est réduit à deux marins sur certains bateaux. C'est ainsi qu'en 2013, la Fastnet est remportée pour la première fois par un duo : Alexis et Pascal Loison, vainqueurs en temps compensé. Les bateaux de la flottille Imoca sont menés en duo. Ils s'entraînent ainsi pour la Transat Jacques-Vabre, course en double qui a lieu quelques semaines plus tard.

### Parcours
L'épreuve se dispute en Manche et en mer Celtique. Les courants peuvent ralentir les bateaux de façon significative à Start Point (pointe sud du Devon) ou au cap Lizard. Par petit temps, les forts coefficients de marée peuvent créer des écarts. La remontée vers Fastnet Rock, contre les vents dominants, exige de bons choix stratégiques en fonction des prévisions météo.
De 1925 à 1937
En 1925 et 1926, le départ est donné à Ryde, port de l'île de Wight. À partir de 1927, il est donné dans un port voisin, à Cowes. Jusqu'à 1937, le départ se fait vers l'est : les concurrents doivent contourner l'île de Wight par l'est.
De 1939 à 2019

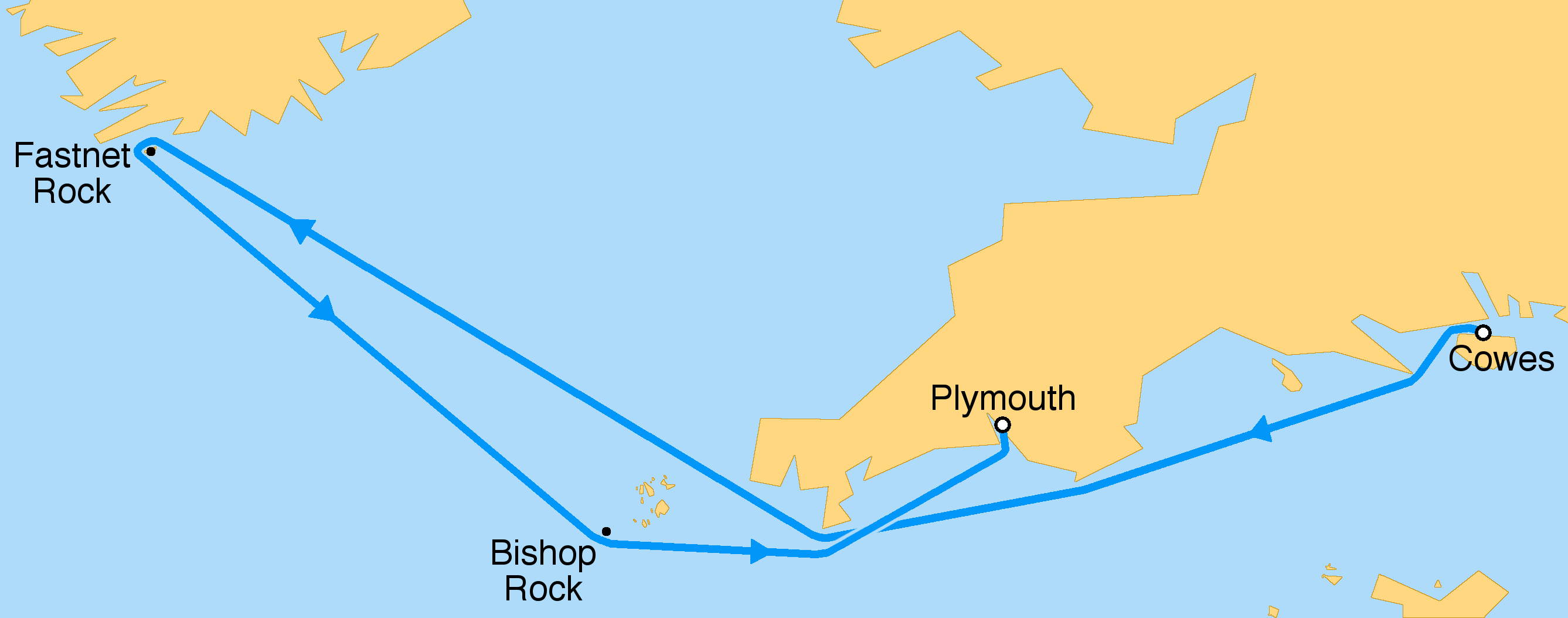
Le parcours théorique, de 1939 à 2019. Au retour, Bishop Rock doit être laissé à bâbord.

À partir de 1939, le départ se fait vers l'ouest : on ne contourne plus l'île de Wight. Le parcours théorique est maintenant de 608 milles.
Les concurrents sortent du Solent, longent la côte sud de l'Angleterre, du Devon et de la Cornouailles. Doublant Land's End, ils mettent le cap sur Fastnet Rock, îlot du sud-ouest de l'Irlande, qu'ils vont enrouler. Au retour, ils doivent laisser à bâbord Bishop Rock, îlot sud-ouest de l'archipel des Scilly. L'arrivée se fait à Plymouth, port du Devon.
Sur ce parcours, le record est établi le 4 août 2019 par l'Ultime Maxi Edmond de Rothschild (Gitana 17), co-skippé par Frank Cammas et Charles Caudrelier, en 1 j 4 h 2 min 26 s. En monocoque, le record est établi le 16 août 2011 par le VO70 Abu Dhabi, skippé par Ian Walker, en 1 j 18 h 39 min.
De 2021 à 2025

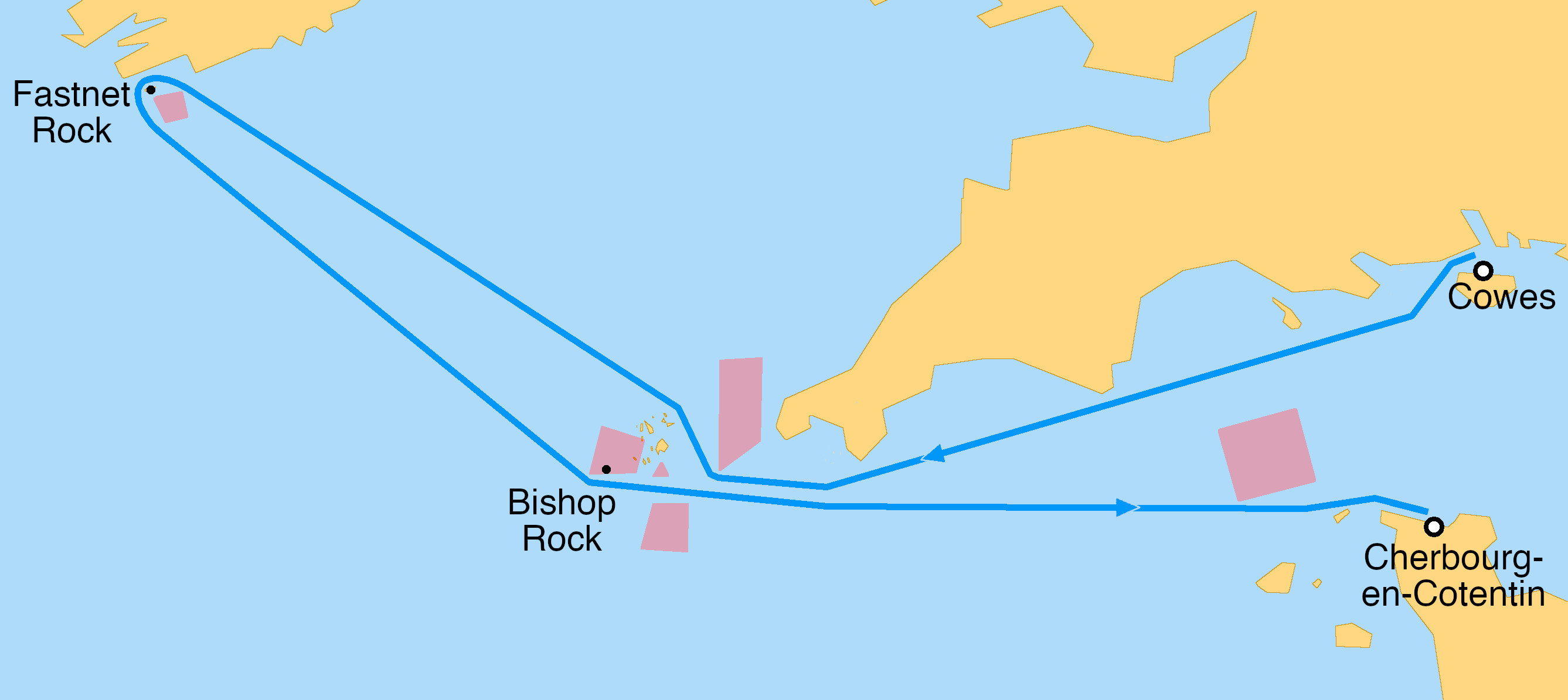
Le parcours théorique, de 2021 à 2025.

En raison d'une flotte d'inscrits devenue au fil des ans de plus en plus importante, l'organisation délocalise l'arrivée de Plymouth à Cherbourg pour les éditions 2021, 2023 et 2025,. Le parcours théorique est porté à 695 milles.
Le RORC, en modifiant le point d'arrivée en France entend aussi pérenniser le succès de cette course en s'appuyant sur l'extrême dynamisme de la course au large française sans réel équivalent dans le monde, la flotte française dans cette course représentant historiquement de très loin le deuxième plus gros contingent d'inscrits après les britanniques. Les multicoques Ultime et Ocean fifty (anciennement classe Multi 50) participeront pour la première fois à la Fastnet Race en 2023, cela réduit en fait fortement le nombre de ports candidats capables d'accueillir un tel événement.

### Les deux classements généraux
La Fastnet Race est une épreuve alignant des bateaux de toutes classes, depuis les multicoques Ultime jusqu'aux monocoques Contessa 32 (en) de 9,75 m. Ils sont répartis en deux grandes catégories : les bateaux qui courent en temps réel et ceux qui courent en temps compensé (jauge IRC). En 2017, sur 390 bateaux engagés, 52 le sont en temps réel et 338 en IRC.
Temps réel

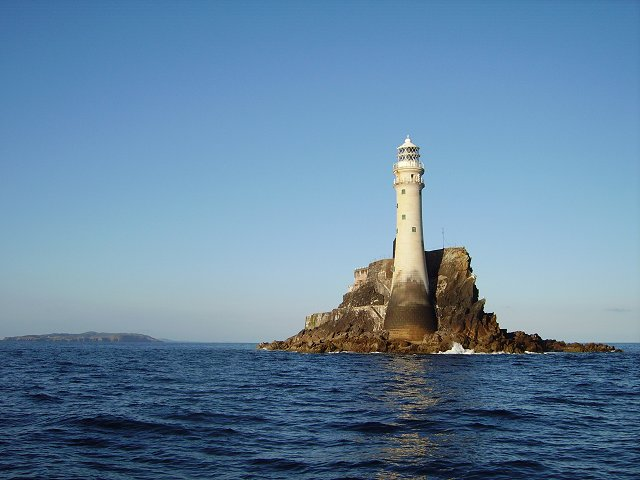
Fastnet Rock, au sud-ouest de l'Irlande.

Parmi les bateaux qui courent en temps réel, on trouve notamment, :
- les multicoques Ultime ;
- les VO65, monocoques de 65 pieds qui succèdent aux VO70 dans la course en équipage The Ocean Race ;
- les Imoca, monocoques de 60 pieds conçus pour une course en solitaire, le Vendée Globe ;
- les Class40, monocoques de 40 pieds.

L'attention des médias se concentre sur le classement général, où les Ultime ont la part belle. Mais la lutte est âpre pour le classement propre à chacune des classes.
Temps compensé
Les bateaux qui courent en temps compensé sont répartis en cinq classes, selon le coefficient correcteur de leur temps de parcours : IRC zéro (coefficient 1,275 et plus), IRC 1 (1,101 à 1,274), IRC 2 (1,051 à 1,100), IRC 3 (1,004 à 1,050), IRC 4 (0,850 à 1,003),. Chaque classe IRC a son classement propre. Le vainqueur en temps compensé toutes classes IRC confondues reçoit la Fastnet Challenge Cup.

### Départs
Dans l'édition 2019, les départs s'échelonnent sur une heure et demie, de quart d'heure en quart d'heure : d'abord les multicoques, puis les Imoca et les Class40, puis les IRC 4, puis les IRC 3, puis les IRC 2, puis les IRC 1, et enfin les IRC zéro et les VO65.

## Histoire

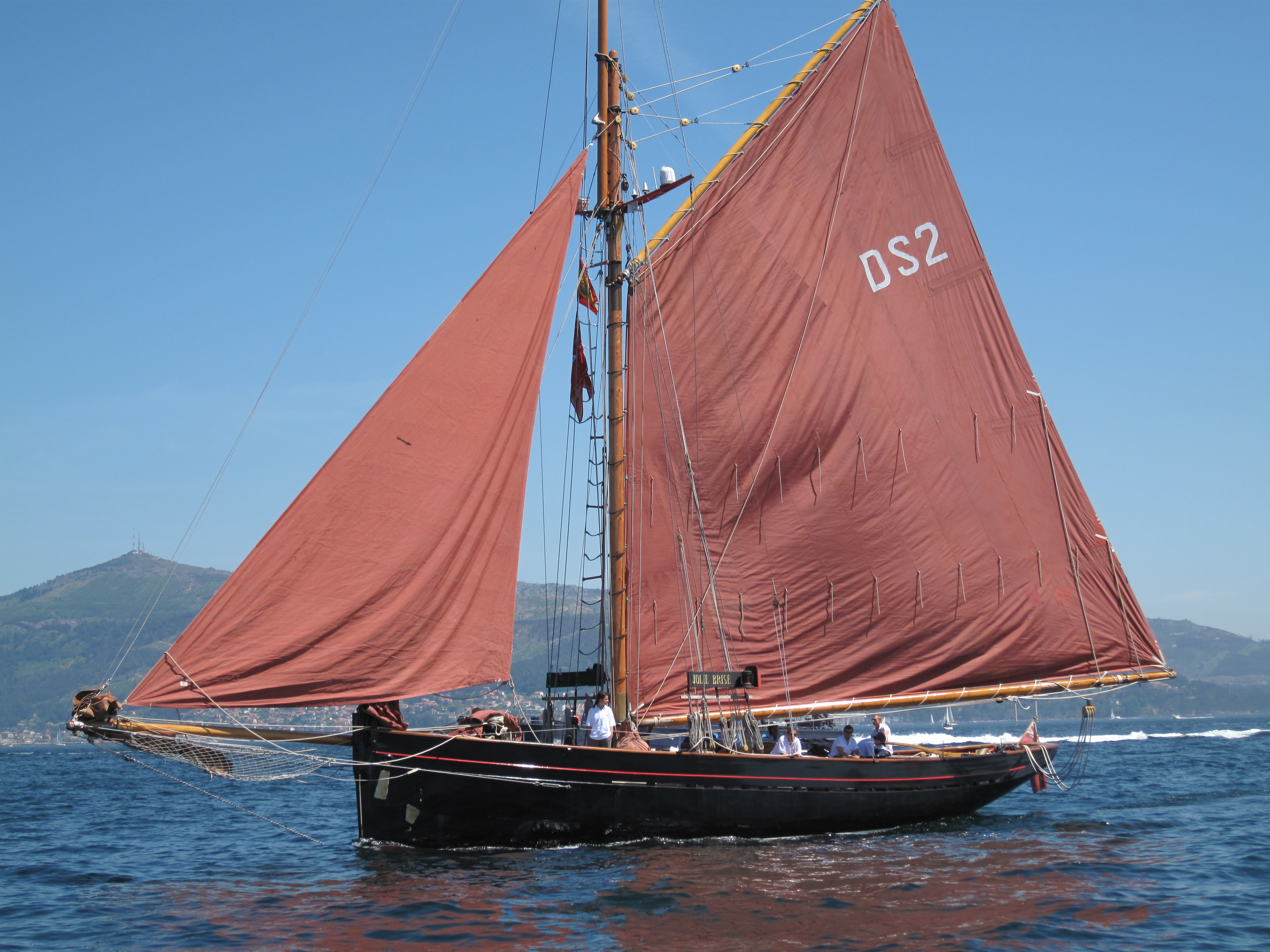
Jolie Brise, vainqueur des éditions 1925, 1929 et 1930.

Le journaliste de voile britannique Weston Martyr dispute en 1924, comme équipier, la course au large américaine Bermuda Race. Sur le modèle de celle-ci, il organise dans son pays une course qui s'appelle tout d'abord Ocean Race. Le 15 août 1925, sept concurrents sont au départ, à Ryde, au nord-est de l'île de Wight. Le vainqueur est le cotre Jolie Brise, qui réalise le parcours en 6 j 14 h 45 min. Un club est alors formé, l'Ocean Racing Club, dont le rôle est d'organiser chaque année une course au large d'au moins 600 milles. Jolie Brise remporte encore la course en 1929 et en 1930. En 1931, l'Ocean Racing Club devient, par la grâce de George V, le Royal Ocean Racing Club (Rorc). De 1957 à 1999, la Fastnet Race clôture l'Admiral's Cup, championnat du monde de la course au large également organisé par le Rorc.
Lors de l'édition 1979, la course essuie une tempête qui sera meurtrière pour la flotte.

### Drame de l'édition 1979
Le 11 août, 306 voiliers prennent le départ à Cowes. Le drame a lieu le 14 août lorsqu'une tempête de force 10 — et, par endroits, de force 11 — décime la flotte : 75 bateaux chavirent, cinq coulent et 18 marins perdent la vie (15 participants et trois marins d'un autre navire),. Selon Gérard Janichon, « jamais une course à la voile ne connut pareille tragédie. La tempête décimera la flotte durant huit heures. Seuls 86 voiliers sur 306 au départ seront classés à Plymouth ».

## Vainqueurs de classes par édition

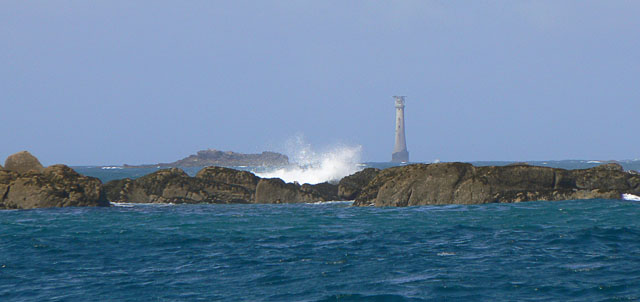
Le phare de Bishop Rock, au sud-ouest des îles Scilly.

### 2007
- En Imoca, les vainqueurs sont Vincent Riou et Sébastien Josse sur PRB en 2 j 2 h 17 min 44 s.

### 2009
- En Class40, le vainqueur est Tanguy de Lamotte sur Initiatives Saveurs - Novedia Group (#30) en 3 j 15 h 19 min 30 s.

### 2011
- Vainqueur en temps réel toutes catégories : le multicoque Banque populaire V, qui bat le record de l'épreuve, en 1 j 8 h 48 min 46 s[26]. En temps compensé, Banque Populaire V (avec un handicap de 2,235) n'est que 4e : c'est le MOD 70 Veolia Environnement (handicap 1,887) qui l'emporte[27].
- Vainqueur en temps compensé toutes catégories (Fastnet Challenge Cup Trophy) : Rán 2[28].
- Dans la catégorie monocoques, les trois premiers en temps réel sont des VO70, conçus pour disputer la Volvo Ocean Race : Abu Dhabi, Groupama 4 et Team Sanya. Ils battent tous les trois le record des monocoques, datant de 2007[29].
- En Imoca, les vainqueurs sont Vincent Riou et Jean Le Cam sur PRB en 1 j 23 h 21 min 27 s.
- En Class40, le vainqueur est Tanguy de Lamotte sur Initiatives-Alex Olivier (#30) en 3 j 9 h 17 min 22 s.

### 2013
- En temps réel toutes catégories, la course est gagnée par le trimaran Maxi Spindrift 2 (ancien Banque populaire V ), skippé par Yann Guichard, qui précède de 22 minutes le Banque populaire VII (l'ancien Groupama 3 ) d'Armel Le Cléac’h[30].
- En temps compensé toutes catégories, la course est gagnée pour la première fois par un équipage de deux hommes : Alexis Loison et son père Pascal, à la barre du JPK 10.10 Night and Day[31].
- En Imoca, les vainqueurs sont François Gabart et Michel Desjoyeaux sur Macif en 2 j 19 h 22 min 19 s.
- En Class40, le vainqueur est Sébastien Rogues sur GDF SUEZ (#130) en 3 j 3 h 18 min 30 s.

### 2015
- En temps réel toutes catégories, la course est gagnée par le trimaran Maxi Spindrift 2 (ancien Banque populaire V ), skippé par Yann Guichard et Dona Bertarelli
- En Imoca, les vainqueurs sont Vincent Riou et Sébastien Col sur PRB en 3 j 0 h 9 min 53 s.
- En Class40, le vainqueur est Botin Gonzalo sur Tales II en 3 j 9 h 17 min 22 s.

### 2017
- En Imoca, les vainqueurs sont Paul Meilhat et Gwénolé Gahinet sur SMA en 2 j 16 h 14 min 2 s.
- En Class40, le vainqueur est Maxime Sorel sur V And B en 3 j 3 h 22 min 27 s.

### 2019
- En temps réel toutes catégories, un spectaculaire renversement de situation se produit dans le dernier bord. À huit milles de l'arrivée, l'Ultime Macif de François Gabart mène de 2,4 milles devant Maxi Edmond de Rothschild, co-skippé par Franck Cammas et Charles Caudrelier. Mais un système de rake défaillant empêche Macif de décoller. Il plafonne à 26 nœuds. Maxi Edmond de Rothschild vole à 30 nœuds, le dépasse et franchit la ligne 58 secondes avant lui[12],[32],[33]. Les quatre premiers effacent le record établi par Banque populaire V en 2011.
- En temps compensé toutes catégories, le vainqueur est le VO70 Wizard (l'ancien Groupama 4 que menait Franck Cammas), skippé par l'Américain Charlie Enright[34].
- En Imoca, les vainqueurs sont Jérémie Beyou et Christopher Pratt sur Charal en 2 j 1 h 32 min 28 s.
- En Class40, le vainqueur est Lamotte - Module Création, skippé par Luke Berry, en 2 j 11 h 13 min 22 s[35].

### 2021
- En temps réel toutes catégories, le vainqueur est à nouveau l'Ultime Maxi Edmond de Rothschild, skippé par Franck Cammas et Charles Caudrelier, en 1 jour, 9 heures, 14 minutes et 58 secondes[36].
- En temps compensé toutes catégories, le vainqueur est le JPK 1180 Sunrise (également vainqueur en IRC 2), skippé par le Britannique Thomas Kneen, en 4 jours, 6 heures, 45 minutes et 4 secondes[37].
- Le premier des monocoques en temps réel est Skorpios, un bateau de 38 mètres skippé par l'Espagnol Fernando Echávarri, en  2 jours, 8 heures, 33 minutes et 55 secondes[38].
- En Imoca, le vainqueur est Apivia, mené par les Français Charlie Dalin et Paul Meilhat, en 2 jours, 16 heures, 51 minutes et 54 secondes[38].
- En Class40, le vainqueur est Palanad 3, skippé par Antoine Magré, en 3 jours, 10 heures, 27 minutes et 25 secondes[39].

### 2023
Le départ de la 50e édition est donnée le 22 juillet 2023 à 14 h 0, avec 430 voiliers (près de 500 inscriptions) dont deux Ultimes (SVR-Lazartigue et Banque populaire XI), cinq Ocean50, vingt-neuf Imoca et vingt-et-un Class40 .
- En temps réel toutes catégories, le vainqueur est l'Ultime SVR-Lazartigue, skippé par François Gabart et Tom Laperche, en établissant un nouveau record sur ce parcours avec 1 j 8 h 38 min 27 s[41]. Il devance de 0 h 58 min 16 s le deuxième Utilme de la compétition, Maxi Banque populaire XI, piloté par Armel Le Cléac’h.
- En Ocean Fifty, Luke Berry et Antoine Joubert sur Le Rire Médecin-Lamotte, en 2 j 6 h 59 min 4 s, s'impose d'une minute devant Pierre Quiroga et Arthur Hubert sur Viabilis[35].
- En Imoca, Charlie Dalin conserve son titre sur son nouveau Macif santé prévoyance avec Pascal Bidégorry, en 2 j 7 h 16 min 26 s, quatre minutes devant l'Arkea-Paprec de Yoann Richomme et Yann Eliès[42].
- En Class40, le vainqueur est Everial (#177), skippé par Erwan Le Draoulec, en 3 j 10 h 22 min 6 s, suivi à environ 14 min par Dékuple (#184) de William Mathelin-Moreau, puis Andréa Fornaro sur Inflluence 2[43].

### 2025
Pour le centenaire de la régate, le départ des 450 bateaux de la 51e édition est donné le 26 juillet 2025 à 12 h 10 dont quatre Ultime, neuf Ocean Fifty, sept Imoca et vingt-quatre Class40.
- En temps réel toutes catégories, le vainqueur est l'Ultime SVR-Lazartigue, skippé par Tom Laperche, en 1 j 17 h 18 min 4 s. Il devance de 45 min 48 s le deuxième Ultime de la compétition, Maxi Banque populaire XI, piloté par Armel Le Cléac’h.
- En Ocean Fifty, le vainqueur est Inter Invest de Matthieu Perraut en 2 j 8 h 38 min 13 s.
- En Imoca, le vainqueur est Association Petits Prince - Quéguiner d’Élodie Bonafous en 2 j 14 h 7 min 15 s devant Charal 2 de Jérémie Beyou et Paprec Arkéa de Yoann Richomme.
- En Class40, le vainqueur est Faites un don sur SNSM.org piloté par Corentin Douguet et Axel Trehin en 3 j 10 h 2 min 1 s.

## Vainqueurs en temps réel
| Année | Nation           | Voilier                                   | Skipper                                     | Propriétaire                           | Architecte                   | Temps                |
| ----- | ---------------- | ----------------------------------------- | ------------------------------------------- | -------------------------------------- | ---------------------------- | -------------------- |
| 1925  | Royaume-Uni      | Jolie Brise                               | Sidney Briggs                               | Evelyn George Martin (en)              | Alexandre Pâris              | 6 j 14 h 45 min      |
| 1926  | Royaume-Uni      | Hallowe'en                                |                                             | J. F. N. Baxendale                     | William Fife                 | 3 j 19 h 05 min      |
| 1927  |                  | Tally Ho                                  | Mark Spinks                                 | Lord Stalbridge                        | Albert Strange               | ?                    |
| 1928  | États-Unis       | Nina                                      |                                             | Paul Hammond & others                  | Starling Burgess             | ?                    |
| 1929  | Royaume-Uni      | Jolie Brise (2)                           |                                             | Bobby Somerset                         | Alexandre Pâris              | ?                    |
| 1930  | Royaume-Uni      | Jolie Brise (3)                           |                                             | Bobby Somerset                         | Alexandre Pâris              | ?                    |
| 1931  | Royaume-Uni      | Patience                                  |                                             | H. E. West                             | Charles Ernest Nicholson     | ?                    |
| 1935  | Royaume-Uni      | Kismet III                                |                                             | ?                                      | ?                            | ?                    |
| 1947  | Royaume-Uni      | Latifa                                    |                                             | Michael Mason                          | William Fife                 | ?                    |
| 1949  | Royaume-Uni      | Latifa (2)                                |                                             | Michael Mason                          | William Fife                 | ?                    |
| 1953  | Royaume-Uni      | Bloodhound                                |                                             | Isaac Bell                             | Charles Ernest Nicholson     | ?                    |
| 1955  | Espagne          | Mare Nostrum                              |                                             | ?                                      | Sparkman & Stephens          | ?                    |
| 1979  | Bermudes         | Condor of Bermuda                         |                                             | Bob Bell                               | John Sharp                   | 2 j 23 h 30 min      |
| 1985  | États-Unis       | Nirvana                                   |                                             | Marvin Green                           | Dave Pedrick                 | 2 j 12 h 34 min      |
| 1989  | Nouvelle-Zélande | Steinlager 2 (en)                         | Peter Blake                                 | Steinlager                             | Bruce Farr                   | ?                    |
| 1995  | Suède            | Nicorette (ex-Charles Jourdan)            |                                             | Ludde Ingvall                          | Ribadeau-Dumas/Simonis Voogd | ?                    |
| 1997  | Nouvelle-Zélande | BIL                                       | Ross Field (en)                             |                                        | Bruce Farr                   |                      |
| 1999  | Nouvelle-Zélande | RF Yachting                               | Ross Field (2)                              |                                        | Bruce Farr                   | 2 j 5 h 8 min        |
| 2001  | Italie           | Stealth                                   |                                             | Gianni Agnelli                         | Frers                        | 2 j 10 h 58 min      |
| 2003  | Nouvelle-Zélande | Alfa Romeo-Shockwave                      | Neville Chrichton                           | Neville Chrichton                      | Reichel/Pugh                 | 2 j 9 h 2 min 0 s    |
| 2005  | Nouvelle-Zélande | ICAP Maximus                              |                                             | Charles St Clair Brown et Bill Buckley | Greg Elliott                 | 2 j 20 h 2 min 7 s   |
| 2007  | Royaume-Uni      | ICAP Leopard                              |                                             | Mike Slade                             | Bruce Farr                   | 1 j 20 h 18 min 53 s |
| 2009  | Royaume-Uni      | ICAP Leopard (2)                          |                                             | Mike Slade                             | Bruce Farr                   | 2 j 11 h 9 min 36 s  |
| 2011  | France           | Banque populaire V                        | Loïck Peyron                                | Banque populaire                       | VPLP design                  | 1 j 8 h 48 min 46 s  |
| 2013  | France           | Maxi Spindrift 2 (2)                      | Yann Guichard                               | Dona Bertarelli                        | VPLP                         | 1 j 14 h 53 min 58 s |
| 2015  | France           | Maxi Spindrift 2 (3)                      | Yann Guichard (2)                           | Dona Bertarelli                        | VPLP                         | 2 j 10 h 57 min 41 s |
| 2017  | Royaume-Uni      | Concise 10                                | Ned Collier Wakefield                       | Tony Lawson                            | VPLP                         | 1 j 18 h 55 min 0 s  |
| 2019  | France           | Maxi Edmond de Rothschild (Gitana 17)     | Franck Cammas et Charles Caudrelier         | Ariane et Benjamin de Rothschild       | Guillaume Verdier            | 1 j 4 h 2 min 26 s   |
| 2021  | France           | Maxi Edmond de Rothschild (Gitana 17) (2) | Franck Cammas (2) et Charles Caudrelier (2) | Ariane de Rothschild                   | Guillaume Verdier            | 1 j 9 h 14 min 58 s  |
| 2023  | France           | SVR-Lazartigue                            | François Gabart et Tom Laperche             | MerConcept, Groupe Kresk               | VPLP design                  | 1 j 8 h 38 min 27 s  |
| 2025  | France           | SVR-Lazartigue (2)                        | Tom Laperche (2) et Franck Cammas (3)       | MerConcept, Groupe Kresk               | VPLP design                  | 1 j 17 h 18 min 4 s. |

## Vainqueurs en temps compensé (Fastnet Challenge Cup)
| Année | Nat         | Voilier                         | Skipper                               | Propriétaire                      | Architecte                   |
| ----- | ----------- | ------------------------------- | ------------------------------------- | --------------------------------- | ---------------------------- |
| 1925  | Royaume-Uni | Jolie Brise                     | Sidney Briggs                         | Evelyn George Martin (en)         | Alexandre Pâris              |
| 1926  | Royaume-Uni | Ilex                            |                                       | Royal Engineers                   | Charles E. Nicholson         |
| 1927  | Royaume-Uni | Tally Ho                        |                                       | Lord Stalbridge                   | Albert Strange               |
| 1928  | États-Unis  | Nina                            |                                       | Paul Hammond                      | Starling Burgess             |
| 1929  | Royaume-Uni | Jolie Brise                     |                                       | Bobby Somerset                    | Alexandre Pâris              |
| 1930  | Royaume-Uni | Jolie Brise                     |                                       | Bobby Somerset                    | Alexandre Pâris              |
| 1931  | États-Unis  | Dorade                          |                                       | Olin Stephens                     | Sparkman & Stephens          |
| 1933  | États-Unis  | Dorade                          |                                       | Olin Stephens                     | Sparkman & Stephens          |
| 1935  | États-Unis  | Stormy Weather                  |                                       | Olin Stephens                     | Sparkman & Stephens          |
| 1937  | Pays-Bas    | Zeearend                        |                                       | Kees Bruynzeel                    | Sparkman & Stephens          |
| 1939  | Royaume-Uni | Bloodhound                      |                                       | Isaac Bell                        | Charles E. Nicholson         |
| 1947  | Royaume-Uni | Myth of Malham                  |                                       | John Illingworth                  | John Laurent Giles           |
| 1949  | Royaume-Uni | Myth of Malham                  |                                       | John Illingworth                  | John Laurent Giles           |
| 1951  | Royaume-Uni | Yeoman                          |                                       | Owen Aisher                       | Camper and Nicholsons        |
| 1953  | Royaume-Uni | Favona                          |                                       | Sir Michael Newton                | Robert Clark                 |
| 1955  | États-Unis  | Carina                          |                                       | Dick Nye                          | Philip Rhodes                |
| 1957  | États-Unis  | Carina                          |                                       | Dick Nye                          | Philip Rhodes                |
| 1959  | Suède       | Anitra                          |                                       | Sven Hansen                       | Sparkman & Stephens          |
| 1961  | Pays-Bas    | Zwerver II                      |                                       | Otto van der Vorm                 | Sparkman & Stephens          |
| 1963  | Royaume-Uni | Clarion of Wight                |                                       | Derek Boyer DFC                   | Sparkman & Stephens          |
| 1965  | États-Unis  | Rabbit                          |                                       | Dick Carter                       | Dick Carter                  |
| 1967  | France      | Pen Duick III                   |                                       | Éric Tabarly                      | Éric Tabarly                 |
| 1969  | États-Unis  | Red Rooster                     |                                       | Dick Carter                       | Dick Carter                  |
| 1971  | Australie   | Ragamuffin                      |                                       | Syd Fisher                        | Sparkman & Stephens          |
| 1973  | Brésil      | Saga                            |                                       | Erling Lorentzen                  | Sparkman & Stephens          |
| 1975  | Royaume-Uni | Golden Delicious                |                                       | Richard et Harvey Bagnall         | Ron Holland                  |
| 1977  | États-Unis  | Imp                             |                                       | David Allen                       | Ron Holland                  |
| 1979  | États-Unis  | Tenacious                       |                                       | Ted Turner                        | Sparkman & Stephens          |
| 1981  | Belgique    | Mordicus                        |                                       | Taylor & Volterys                 | Mauric/Gaubert               |
| 1983  | Pays-Bas    | Shamrock                        |                                       | Maller & Snoeren                  | ?                            |
| 1985  | Royaume-Uni | Atlantic Privateer              |                                       | Philip Akrill                     | Farr Yacht Design            |
| 1987  | Royaume-Uni | Juno III                        |                                       | M Peacock                         | Rob Humphries                |
| 1989  | États-Unis  | Great News                      |                                       | John Calvert-Jones Tom Blackaller | Farr Yacht Design            |
| 1991  | Royaume-Uni | Min-O-Din                       |                                       | John Humphries Matt Humphries     | David Thomas                 |
| 1995  | Suède       | Nicorette (ex-Charles Jourdain) |                                       | Ludde Ingvall                     | Ribadeau-Dumas Simonis Voogd |
| 1997  | Suède       | Royal Blue (ex-Nicorette)       |                                       | Gunnar Ekdahl                     | Ribadeau-Dumas Simonis Voogd |
| 1999  | France      | Whirlpool-Europe 2              |                                       | Catherine Chabaud                 | Marc Lombard                 |
| 2001  | Pays-Bas    | Tonnerre de Breskens            |                                       | Piet Vroon                        | Lutra Design Group           |
| 2003  | Royaume-Uni | Nokia                           |                                       | Charles Dunstone                  | Reichel/Pugh                 |
| 2005  | France      | Iromiguy                        |                                       | Jean-Yves Chateau                 | Ron Holland                  |
| 2007  | Irlande     | Chieftain                       |                                       | Ger O'Rourke                      | Farr Yacht Design            |
| 2009  | Royaume-Uni | Rán 2                           |                                       | Niklas Zennström                  | Judel Vrolijk                |
| 2011  | Royaume-Uni | Rán 2                           |                                       | Niklas Zennström                  | Judel Vrolijk                |
| 2013  | France      | Night and Day                   | Alexis Loison Pascal Loison           | Pascal Loison                     | Jacques Valer                |
| 2015  | France      | Courrier du Léon                | Géry Trentesaux                       | Géry Trentesaux                   | Jacques Valer                |
| 2017  | France      | Lann Ael 2                      | Didier Gaudoux                        | Didier Gaudoux                    | Bernard Nivelt               |
| 2019  | États-Unis  | Wizard                          | Charlie Enright                       | David et Peter Askew              | Juan Kouyoumdjian            |
| 2021  | Royaume-Uni | Sunrise                         | Thomas Kneen                          | Thomas Kneen                      | Jacques Valer                |
| 2023  | Suisse      | Caro                            | Max Klink                             | Max Klink                         | Botin Partners               |
| 2025  | France      | Léon                            | Alexis Loison (2) Jean-Pierre Kelbert | Jean-Pierre Kelbert               | Jacques Valer                |